# Saunders-Roe
Saunders-Roe Ltd. (Saro) – brytyjska wytwórnia lotnicza działająca w latach 1929–1966, specjalizująca się w produkcji wodnosamolotów, śmigłowców oraz poduszkowców, z siedzibą w East Cowes, na wyspie Wight.

## Historia

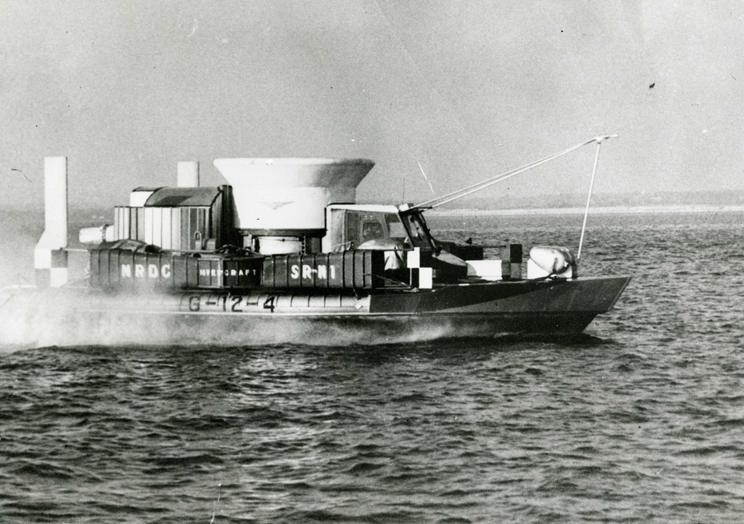
Poduszkowiec SR.N1 podczas prób Royal Navy, około 1963 roku

W 1901 roku Sam Saunders, od końca lat 70. XIX wieku zaangażowany w rodzinnym przedsiębiorstwie stoczniowym na Tamizie, założył własną stocznię jachtową na wyspie Wight pod nazwą S.E. Saunders Ltd. W 1909 roku powołany został dział lotniczy, zajmujący się produkcją dwupłatowych łodzi latających, głównie konstrukcji drewnianej.
W 1929 roku Alliott Verdon Roe (założyciel wytwórni Avro) wraz ze wspólnikiem Johnem Lordem przejął przedsiębiorstwo, zmieniając jego nazwę na Saunders-Roe Ltd. W 1931 roku znaczną część udziałów w Saunders-Roe nabyła spółka Whitehall Securities, udziałowiec w wytwórni Spartan Aircraft. W 1933 roku Spartan został włączony do Saunders-Roe.
Przed wybuchem II wojny światowej dokonano reorganizacji przedsiębiorstwa, przekształcając dział stoczniowy w osobną spółkę Saunders Shipyard Ltd. Podczas wojny Saunders-Roe produkował, zaprojektowane w wytwórni Supermarine, łodzie latające Walrus i Sea Otter. Otworzone wówczas zostały nowe zakłady produkcyjne w Llanfaes, na wyspie Anglesey, gdzie serwisowane były łodzie latające Consolidated Catalina.
Na przełomie lat 40. i 50. Saunders-Roe przeprowadzało próby eksperymentalnych łodzi latających: SR.A/1, mającej pełnić rolę samolotu myśliwskiego, oraz SR.45 Princess, największej w historii łodzi latającej o konstrukcji metalowej, o rozpiętości 66,99 m i długości 45 m, przeznaczonej do transatlantyckich lotów pasażerskich. Oba projekty zostały jednak zarzucone. Podobny los spotkał opracowany w 1957 roku myśliwiec o mieszanym napędzie odrzutowo-rakietowym SR.53, ostatni samolot wyprodukowany przez Saunders-Roe.
Po przejęciu w 1951 roku spółki Cierva Autogiro Company, Saunders-Roe podjęło produkcję śmigłowców. W latach 50. spółka rozpoczęła także prace nad poduszkowcami. W 1958 roku Saunders-Roe otrzymał kontrakt od rządowej instytucji National Research Development Corporation na budowę pierwszego w historii pełnowymiarowego poduszkowca SR.N1, który w sierpniu 1959 roku odbył pierwszy lot przez kanał La Manche, z Calais do Dover.
W 1959 roku Saunders-Roe przejęty został przez Westland Aircraft. W 1966 roku Westland, przy współudziale przedsiębiorstwa Vickers-Armstrong, powołał spółkę British Hovercraft Corporation, która kontynuowała rozwój poduszkowców zapoczątkowany przez Saunders-Roe.

## Konstrukcje

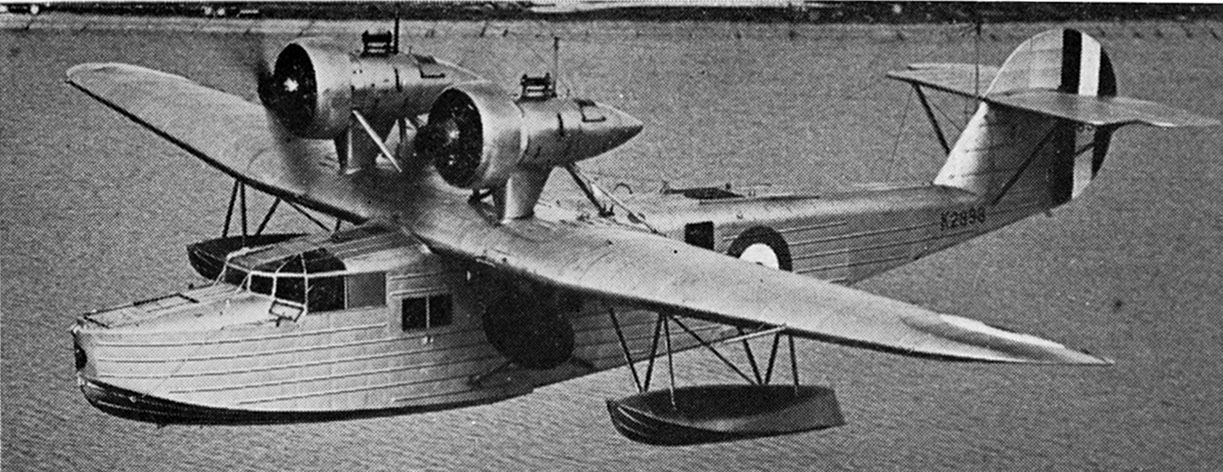
Saro A.19 Cloud

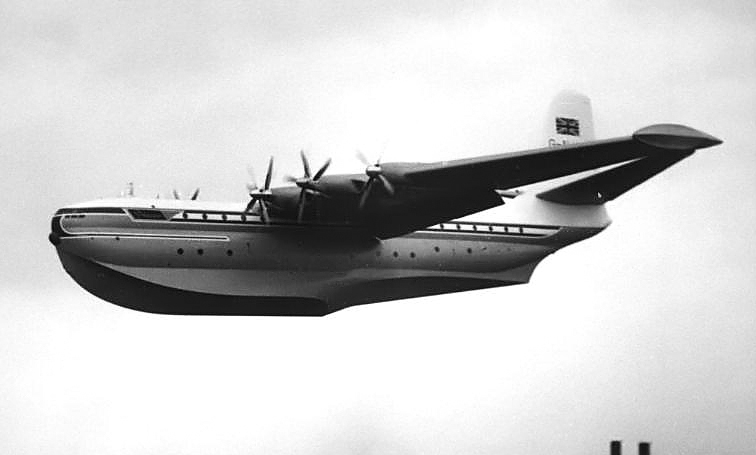
Saunders-Roe SR.45 Princess

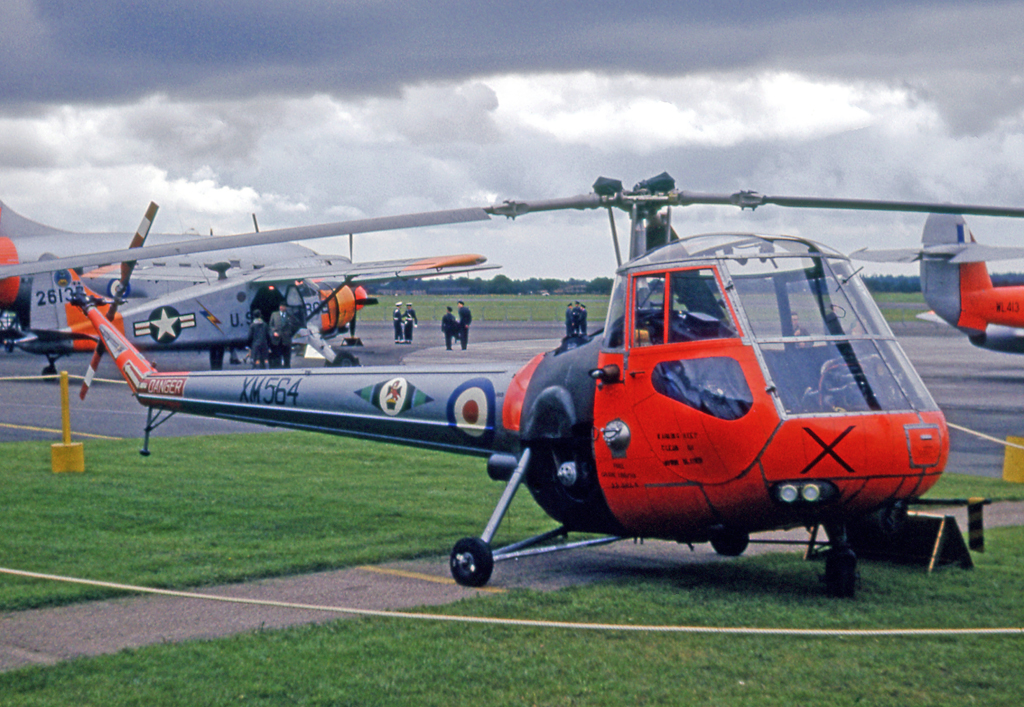
Saunders-Roe Skeeter

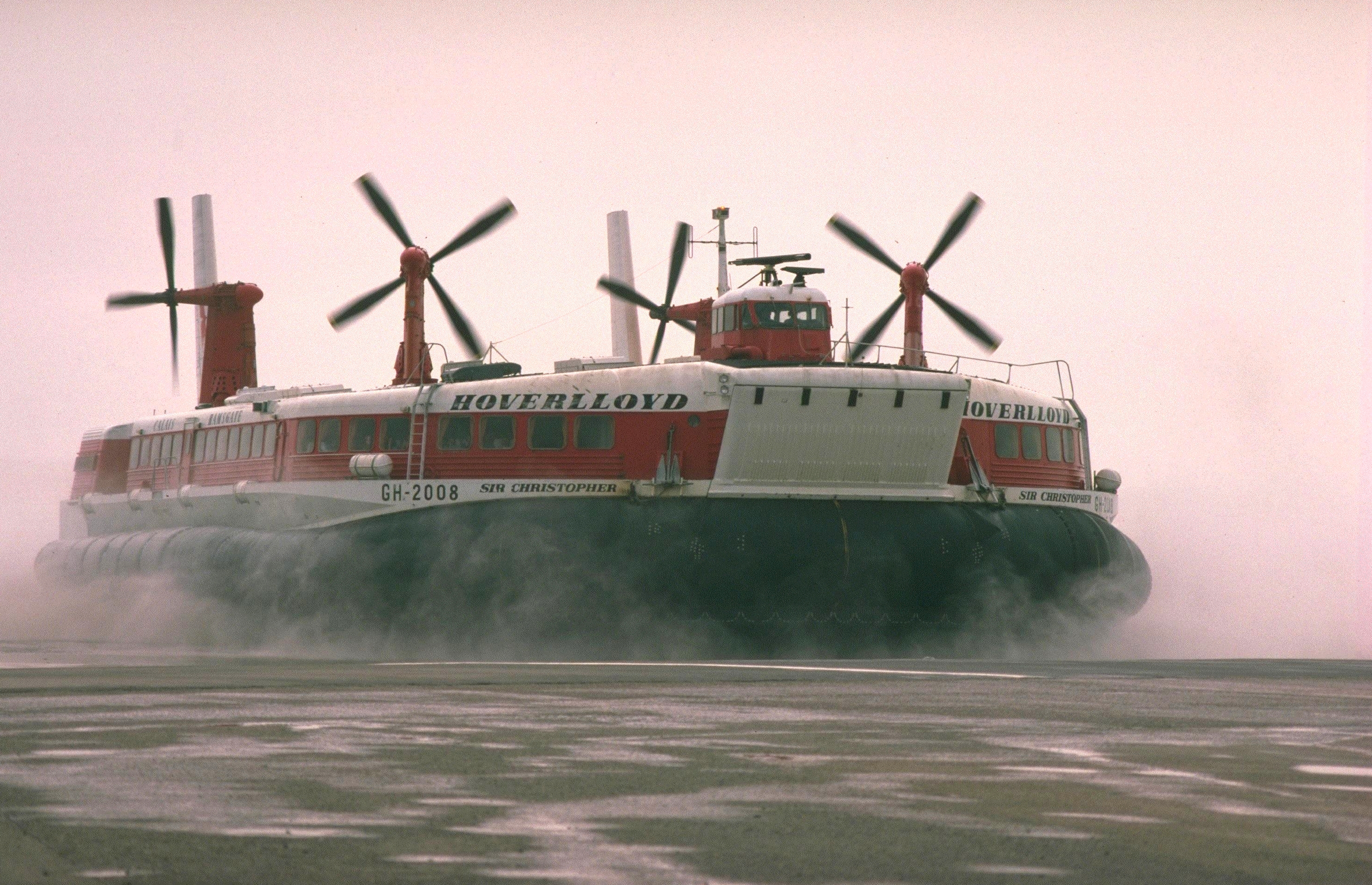
Saunders-Roe SR.N4

### Samoloty[1]
- Saunders T.1 (1917)
- Saunders Kittiwake (1920)
- Saunders A.3 Valkyrie (1926)
- Saunders A.4 Medina (1926)
- Saunders A.14 (1928)
- Saunders A.10 "Multigun" (1928)
- Saro A.17 Cutty Sark (1929)
- Saro A.7 Severn (1930)
- Saro A.19 Cloud (1930)
- Saro A.21 Windhover (1930)
- Saro A.29 Cloud Monospar (1930)
- Saro A.22 Segrave Meteor (1930)
- Saro-Percival Mailplane (1931)
- Saro A.24M (1932)
- Saro A.27 London (1936)
- Saro A.33 (1938)
- Saro A.36 Lerwick (1938)
- Saro A.37 Shrimp (1939)
- Saunders-Roe SR.A/1 (1947)
- Saunders-Roe SR.45 Princess (1952)
- Saunders-Roe SR.53 (1957)

### Śmigłowce[1]
- Saunders Helicogyre (1920)
- Cierva Air Horse (1948)
- Saunders-Roe Skeeter (1948)
- Saunders-Roe P.531 (1958)

### Poduszkowce[2]
- Saunders-Roe SR.N1
- Saunders-Roe SR.N2
- Saunders-Roe SR.N3
- Saunders-Roe SR.N4
- Saunders-Roe SR.N5
- Saunders-Roe SR.N6